# نظریه توطئه سلاح‌های بیولوژیکی اوکراین
در مارس ۲۰۲۲، همزمان با حمله روسیه به اوکراین، مقام‌های روسیه به‌دروغ ادعا کردند که تأسیسات بهداشت عمومی در اوکراین، در واقع «آزمایشگاه‌های مخفی‌ای هستند که با بودجه آمریکا» تأسیس شده‌اند و ظاهراً در حال توسعه سلاح‌های بیولوژیکی هستند. این ادعا توسط رسانه‌های معتبر، نهادهای علمی، و سازمان‌های بین‌المللی به‌عنوان دروغ‌رسانی رد شد.
وزارت امور خارجه جمهوری خلق چین و رسانه‌های دولتی چین نیز این ادعا را تکرار و تقویت کردند. همچنین طرفداران نظریه توطئه کیوانان در آمریکا آن را تبلیغ کرده و گروه‌های راست‌افراطی دیگر در آمریکا نیز بعداً از آن حمایت کردند.
برخی دانشمندان روسی—چه در داخل و چه در خارج از روسیه—علناً دولت روسیه را متهم به دروغ‌گویی در مورد شواهد مربوط به این «آزمایشگاه‌های سلاح بیولوژیکی» کردند و گفتند اسنادی که وزارت دفاع روسیه ارائه داده، مربوط به نمونه‌برداری از عوامل بیماری‌زا برای تحقیقات سلامت عمومی است، نه ساخت سلاح.
این ادعا درباره «آزمایشگاه‌های سلاح بیولوژیکی» توسط ایالات متحده، اوکراین، سازمان ملل متحد و نشریه علمی Bulletin of the Atomic Scientists نیز به‌کلی رد شده است.
هم ایالات متحده و هم اوکراین پیمان بین‌المللی منع سلاح‌های بیولوژیکی (Biological Weapons Convention) را امضا کرده‌اند که توسعه، تولید، به‌دست‌آوردن، انتقال، انبار و استفاده از سلاح‌های بیولوژیکی و سمی را ممنوع می‌کند.